# Plato (otok)
Plato je mali otok 1,9 km istočno od otoka Darwin u Otočju Danger uz Antarktički poluotok. Opisno ime (špa. Islote Plato – Otok ploča) dalo mu je argentinsko Ministarstvo obrane 1977. godine. Izraz otok je prikladan i zamjenjuje "islote" (otočić) u nazivu koji je odobrio Savjetodavni odbor za antarktička imena (US-ACAN) 1993. godine.